# مجزرة سنجار
مجزرة سنجار هي مجزرة جرت في شهر آب أغسطس من قبل تنظيم الدولة الإسلامية (داعش) ضد الأقلية الإيزيدية في العراق في محافظة نينوى في مدينة سنجار وضواحيها، وقد وصلت ضحايا بعض التقديرات للمجرزة إلى حوالي 2000-5000 ولم يكتفي التنظيم بهذه المجزرة بل قام بسبي الفتيات الإيزيديات وأخذهن كجواري وتم بيعهن في أسواق الموصل والرقة والمناطق الأخرى التي كان يسيطر عليها التنظيم، جرت هذه المجزرة بعد انسحاب قوات البيشمركة المفاجئ من مدن سنجار وضواحيها حيث وسع التنظيم صراعه إلى داخل إقليم كردستان في شمال العراق عندها، هجر بعدها سكان المدينة إلى جبل سنجار ليحتموا فيه وبقوا هناك عدة أسابيع ومات العديد منهم من الجوع والمرض إلى أن قامت قوات وحدات حماية الشعب الكردية وحزب العمال الكردستاني وقوات البيشمركة وبدعم دولي من التحالف الدولي من إنقاذ بقية الإيزيديين الموجودين في جبل سنجار وترحيلهم لمناطق أكثر أمان. وفقًا لنوري عبد الرحمن، رئيس إدارة التنسيق والمتابعة في حكومة إقليم كردستان، أراد التنظيم تغيير ديموغرافي للمنطقة إخراج معظم الكرد من المناطق الاستراتيجية وجلب العرب المطيعين لداعش كما بدأت حملة التعريب الأولى هناك عام 1974.